# 洪都拉斯共产党
洪都拉斯共产党（西班牙語：Partido Comunista de Honduras），简称洪共（PCH），是洪都拉斯的一个已不存在的共产主义政党。

## 历史
该党成立于1928年5月1日。1932年和1944年两次因独裁政府的镇压，组织陷于瓦解。1954年10月10日，该党召开第一次全国代表会议，重新建党。1957年，该党再度被宣布为非法。1958年4月，该党召开“一大”，通过党纲和党章，选举了领导机构。1963年，洪都拉斯发生军事政变，该党又遭镇压。1967年1月，党内主张开展武装斗争的一部分人分裂出去，另组洪都拉斯马列主义共产党。1972年4月，该党召开“二大”，确定反对美帝国主义和地主资产阶级反动集团的统治，实行反帝的人民民主革命的方针。1975年5月，该党召开“三大”，号召建立爱国民主力量的反帝阵线。1978年8月军事政变后，该党宣布为争取人权、社会权益和民主自由而斗争。1983年3月，同洪都拉斯莫拉桑解放阵线、人民解放运动—辛乔内罗斯、洛伦索·塞拉亚革命人民力量、洪都拉斯中美洲工人革命党、革命团结运动等联合组成洪都拉斯革命运动全国统一委员会。1990年，该党解散，其成员参与组建爱国革新党。
洪都拉斯共产党与古巴卡斯特罗政权关系密切。该党的党报为《革命先锋报》，党刊为《劳动》。